# Château de Bagens
Le château de Bagens est un château situé à Lorp-Sentaraille, en Ariège (France). 

## Historique
La carte de Cassini signale déjà une construction au lieu-dit Bagen, tout comme le cadastre napoléonien. Le château actuel est commandité en 1852 par le vicomte de Clauselles, Gaspard de Fornier, fils du député Jean-François Fornier de Clauselles, qui hérite d'un majorat durant la Restauration. La construction, qui dure jusqu'en 1870, s'appuie sur des bases anciennes. Un jardin d'agrément est aussi créé.
En 1990, ce dernier est réaménagé par les paysagistes Arnaud Maurières et Eric Ossart. Il appartient aujourd'hui au vicomte de Courrèges d'Ustou.

## Architecture
De style Restauration, le château de Bagens est une bâtisse rectangulaire. Il s'élève sur trois étages, dont un sous combles, avec une toiture en ardoises. Les façades, découpées en cinq ou sept travées, sont ouvertes par de très nombreuses fenêtres et enduites en blanc. L'intérieur est parcouru d'un long vestibule, et présente des planchers marquettés.
L'édifice est entouré d'un parc de style romantique, sur trois hectares, précédé d'une longue allée de tilleuls. Le parc possède aussi une serre du XIXe siècle, un potager, un verger, et un jardin de fleurs contemporain. Un ruisseau a été ajouté en 1991.